# Defensas vegetales contra la herbivoría

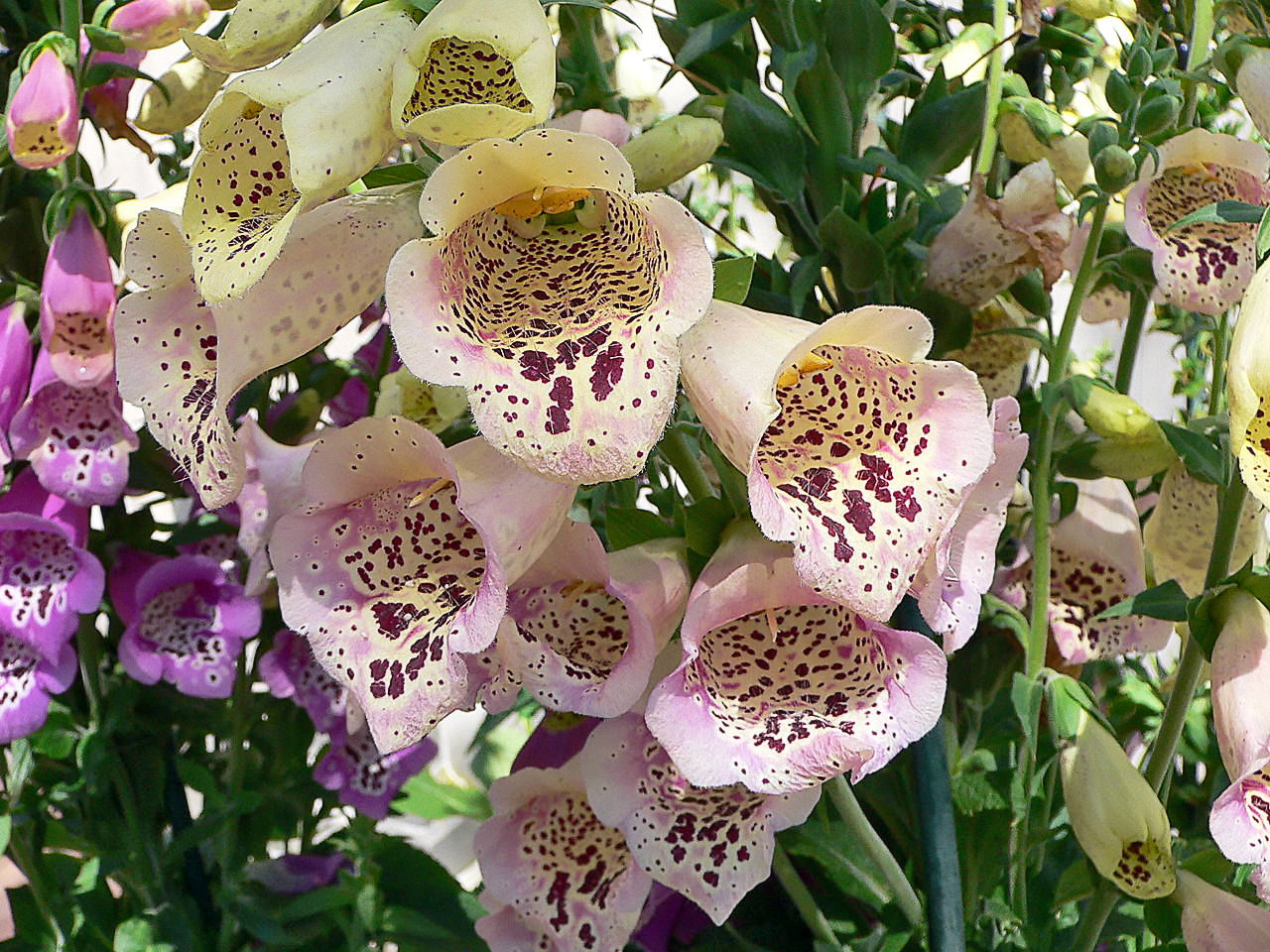
La digitalis produce numerosas sustancias letales, específicamente glucósidos cardíacos y esteroideos. Su ingestión puede causar náusea, vómito, alucinaciones, convulsiones o la muerte.

Las defensas vegetales contra la herbivoría o resistencia de planta hospedera (RPH) comprenden una serie de adaptaciones evolutivas de las plantas para mejorar su supervivencia y reproducción mediante la reducción del impacto de la herbivoría. Las plantas pueden percibir estímulos táctiles, y pueden utilizar varias estrategias para defenderse de los daños causados por los herbívoros. Muchas plantas producen metabolitos secundarios, conocidos como aleloquímicos, que influyen en el comportamiento, crecimiento o la supervivencia contra los herbívoros. Estas defensas químicas, entre las que se incluyen cairomonas y alomonas, pueden actuar como repelentes o toxinas contra herbívoros o reducir la digestibilidad de la planta.
Otras estrategias defensivas utilizadas por las plantas incluyen escapar o evitar los tiempos o lugares donde pudiera haber herbívoros, por ejemplo creciendo en un lugar donde normalmente no hay plantas o donde los herbívoros no puedan llegar a ellas fácilmente, o cambiando sus patrones de crecimiento de temporada. Otro enfoque desvía a los herbívoros a comer partes no esenciales, o mejora la capacidad de una planta a recuperarse de los daños causados por la herbivoría. Algunas plantas fomentan la presencia de enemigos naturales de los herbívoros, que a su vez protegen la planta. Cada tipo de defensa puede ser constitutiva (siempre presente en la planta), o inducible (producida como reacción a los daños o estrés causados por la herbivoría).
Históricamente, los insectos han sido los herbívoros más significativos, y la evolución de las plantas terrestres está estrechamente asociada a la evolución de los insectos. Aunque la mayoría de las defensas vegetales se dirigen contra los insectos, otras defensas han evolucionado para destinarse a los herbívoros vertebrados como aves y mamíferos. El estudio de las defensas vegetales contra la herbivoría es importante no solo desde el punto de vista evolutivo, sino también por el impacto directo que éstas tienen sobre la agricultura, incluyendo las fuentes de alimento para ganado y para consumo humano; como "agentes de control biológico" para utilizar en programas de control biológico de plagas; así como en la búsqueda de plantas con importancia médica.

## Evolución de rasgos defensivos

Cronología de la evolución de las plantas y los inicios de los diferentes tipos de herbivoría de insectos

Las primeras plantas terrestres evolucionaron a partir de plantas marinas hace alrededor de 450 millones de años (Ma) en el período Ordovícico. Muchas plantas se han adaptado al medio terrestre mediante la eliminación de yodo de su metabolismo, de hecho, el yodo es esencial solo para las células animales. Una acción antiparasitaria importante es causada por el bloqueo del transporte de yoduro de células animales inhibiendo el transportador de sodio-yoduro (NIS). Muchos pesticidas de plantas son glucósidos (como la digitoxina cardíaca) y glucósidos cianogénicos que liberan cianuro, que al bloquear la citocromo c oxidasa y el NIS son venenosos para una gran parte de los parásitos y herbívoros pero no para las células vegetales. Es de utilidad en fase de dormancia de semillas. El yoduro no es un pesticida, pero es oxidado por la peroxidasa vegetal a yodo molecular, que es un oxidante fuerte capaz de matar bacterias, hongos y protozoos. Las primeras plantas terrestres no tenían un sistema vascular y requerían agua libre para su reproducción. Las plantas vasculares aparecieron más tarde y su diversificación comenzó en el período Devónico (alrededor de 400 Ma). Su reducida dependencia del agua fue resultado de adaptaciones tales como revestimientos de protección para reducir la evaporación del agua de sus tejidos. La reproducción y dispersión de las plantas vasculares en condiciones secas se logró a través de la evolución de las estructuras especializadas de semillas. La diversificación de las plantas con flores (angiospermas) durante el período Cretácico se asocia con el repentino estallido de especiación de los insectos. Esta diversificación de los insectos representaba una significativa fuerza selectiva en la evolución de las plantas, lo que condujo a la selección de plantas que tenían adaptaciones defensivas. Los primeros insectos herbívoros eran mandibulados y mordían o masticaban la vegetación; sin embargo, la evolución de las plantas vasculares trajo consigo la coevolución de otras formas de herbivoría, tales como chupar savia, minar hojas, formar agallas y alimentarse de néctar. La abundancia relativa de las diferentes especies vegetales en comunidades ecológicas incluyendo bosques y pastizales puede ser determinada en parte por el nivel de compuestos defensivos en las diferentes especies. Dado que el costo de sustitución de las hojas dañadas es muy alto en condiciones de escasez de recursos, puede ocurrir que las plantas que crecen en zonas donde el agua y los nutrientes son escasos inviertan más recursos en defensas anti-herbivoría.

### Registros de herbívoros

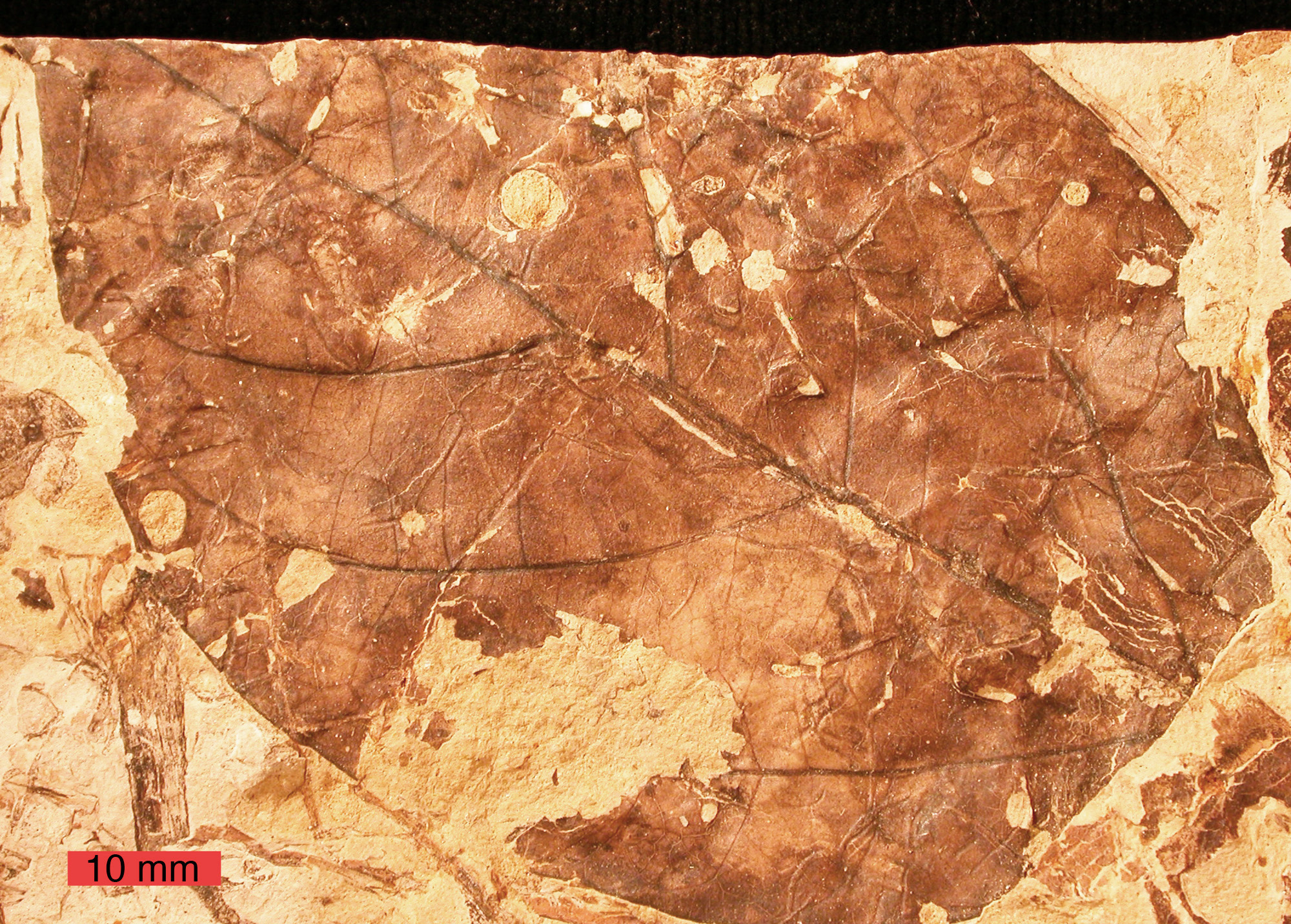
Hoja de Viburnum lesquereuxii con daño por insectos; formación de Dakota (Cretácico) en Ellsworth County, Kansas. La barra de escala es de 10mm.

Nuestra comprensión de la herbivoría a lo largo el tiempo geológico proviene de tres fuentes: plantas fosilizadas, que pueden preservar evidencias de defensas vegetales (como espinas), o daños relacionados con la herbivoría; la observación de restos vegetales en heces animales fosilizadas; y la reconstrucción de las piezas bucales de herbívoros.
Durante mucho tiempo se pensó que la herbivoría era un fenómeno del Mesozoico, sin embargo, la evidencia de herbivoría se encuentra desde los primeros fósiles de plantas. Existe evidencia fósil de que en un periodo de menos de 20 millones de años de los primeros esporangios y tallos estaban siendo consumidos hacia el final del Silúrico, alrededor de hace 420 millones de años. Los animales se alimentaban de las esporas de plantas del Devónico temprano, el Rhynie Chert también proporciona evidencia de que los organismos se alimentaban de plantas que utilizan una técnica de "perforar y chupar". Muchas plantas de esta época se conservan con protuberancias espinosas similares, que pueden haber desempeñado un papel defensivo antes de optar por convertirse en hojas.
Durante los siguientes 75 millones de años, las plantas desarrollaron una serie de órganos más complejos de raíces a semillas. Había una brecha de entre 50 y 100 millones años entre la alimentación de cada órgano por parte de herbívoros y la evolución del órgano. La alimentación en agujeros y la esqueletización se registran a principios del Pérmico, con la evolución a la alimentación de fluidos superficiales a finales de ese periodo.

### Coevolución

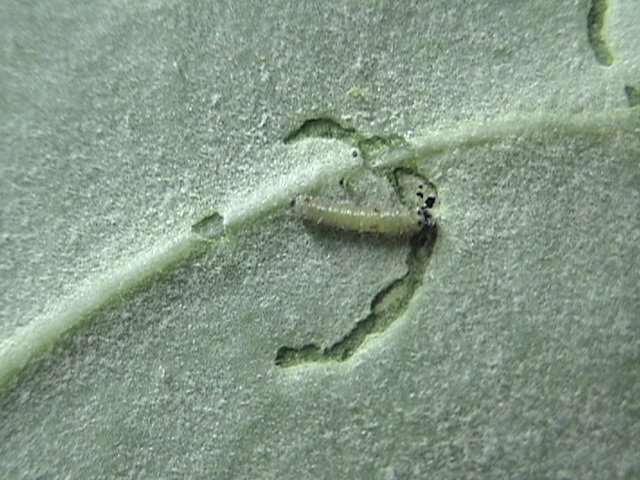
Una oruga de mariposa tigre Danaus chrysippus haciendo una zanja para bloquear las sustancias defensivas de Calotropis antes de alimentarse.

Los herbívoros dependen de las plantas para su alimentación, y han desarrollado mecanismos para obtener su alimento a pesar de la evolución del arsenal diverso de defensas vegetales. Adaptaciones de los herbívoros a las defensas vegetales ha sido comparadas con rasgos ofensivos y consisten en adaptaciones que permiten aumentar la alimentación y el uso de una planta hospedera. Las relaciones entre los herbívoros y sus plantas hospederas a menudo resultan en un cambio evolutivo recíproco, llamado coevolución. Cuando un herbívoro consume una planta, selecciona plantas que pueden montar una respuesta defensiva. En los casos en que esta relación demuestra especificidad (la evolución de cada rasgo se debe a la evolución de otro) y reciprocidad (ambos rasgos evolucionan), se considera que las especies han coevolucionado. El mecanismo coevolutivo de "escape y radiación" presenta la idea de que las adaptaciones de los herbívoros y sus plantas hospederas han sido la fuerza impulsora detrás de la especiación, y han jugado un papel importante en radiación adaptativa de los insectos durante la era de las angiospermas. Algunos herbívoros han desarrollado maneras de modificar las defensas de las plantas para su propio beneficio mediante la apropiación de estos productos químicos y su utilización para protegerse de los depredadores. En general, las defensas vegetales contra los herbívoros no están completas, de manera que las plantas también tienden a evolucionar algunos rasgos de tolerancia a la herbivoría.

## Tipos
Las defensas vegetales se pueden clasificar generalmente como constitutivas o inducibles. Las defensas constitutivas están siempre presentes en la planta, mientras que las defensas inducibles se producen o movilizan al sitio donde la planta está dañada. Existe una amplia variación en la composición y la concentración de las defensas constitutivas, que pueden ir desde las defensas mecánicas hasta los reductores de digestibilidad y toxinas. Muchas defensas mecánicas externas y grandes defensas cuantitativas son constitutivas, ya que requieren grandes cantidades de recursos para producirlas y son difíciles de movilizar. Se utiliza una variedad de enfoques moleculares y bioquímicos para determinar el mecanismo de las respuestas constitutivas e inducibles de las defensas vegetales contra la herbivoría.
Las defensas inducidas incluyen metabolitos secundarios, así como cambios morfológicos y fisiológicos. Una ventaja de las defensas inducibles contra las defensas constitutivas, es que las inducibles solo se producen cuando son necesarias y por tanto son potencialmente menos costosas, especialmente cuando la herbivoría es variable.

### Defensas químicas

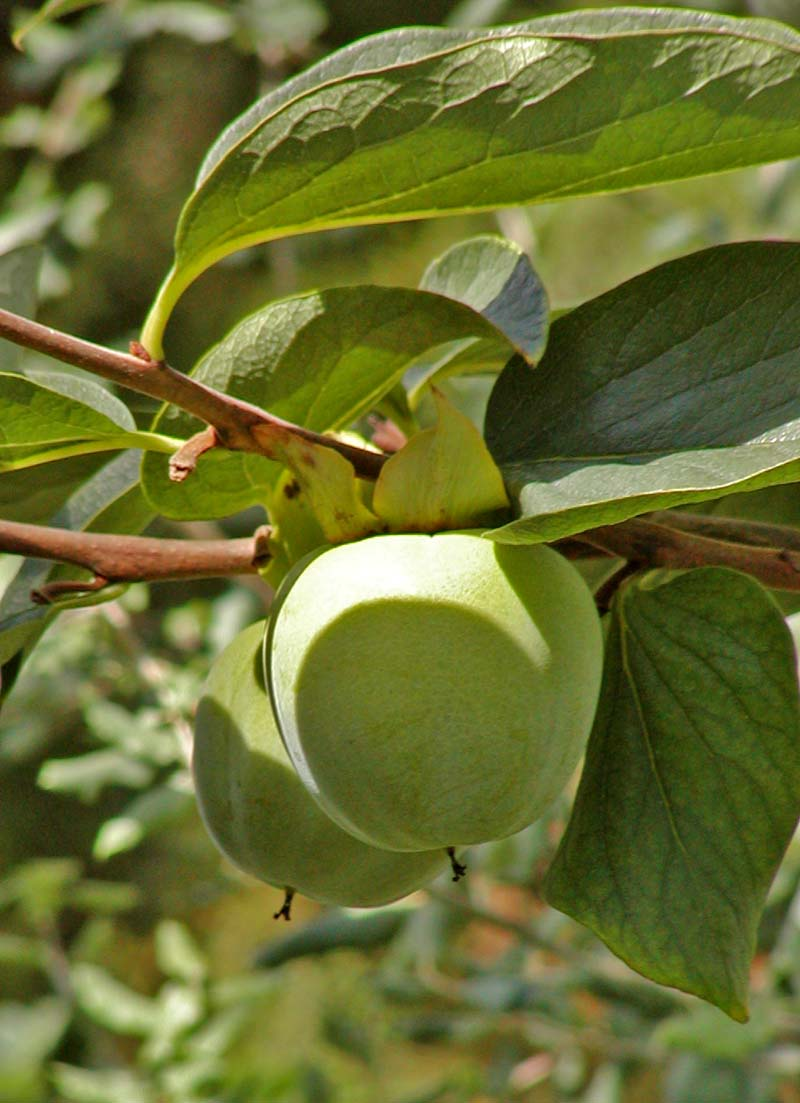
El género del caqui (Diospyros) tiene un alto contedido de taninos, lo que le da a las frutas inmaduras su característica astringencia y sabor amargo.

La evolución de defensas químicas en las plantas está vinculada a la aparición de sustancias químicas que no están implicadas en las actividades fotosintéticas y metabólicas esenciales. Estas sustancias, metabolitos secundarios, son compuestos orgánicos que no están directamente involucrados en el crecimiento, el desarrollo o la reproducción de los organismos, y normalmente se producen como subproductos durante la síntesis de metabolitos primarios. Aunque se creía que estos metabolitos secundarios jugaban un papel muy importante en las defensas vegetales contra la herbivoría, un metaanálisis de estudios relevantes recientes sugiere que tienen ya sea un rol menor (en comparación con otros metabolitos no secundarios) o una participación más compleja en las defensas.
Los metabolitos secundarios a menudo se caracterizan como cualitativos o cuantitativos. Los metabolitos cualitativos se definen como toxinas que interfieren con el metabolismo de un herbívoro, a menudo mediante el bloqueo de reacciones bioquímicas específicas. Los productos químicos cualitativos están presentes en las plantas en concentraciones relativamente bajas (a menudo menos de 2% del peso seco), y no dependen de la dosis administrada. Son generalmente pequeños y solubles en agua, por lo que se pueden sintetizar, transportar y almacenar rápidamente con relativamente poco costo energético a la planta. Los aleloquímicos cualitativos suelen ser eficaces contra los herbívoros especialistas no adaptados y los generalistas.
Los productos químicos cuantitativos están presentes en las plantas en altas concentraciones (5 - 40% del peso seco) y son igualmente eficaces contra los herbívoros generalistas y especialistas. La mayoría de los metabolitos cuantitativos reducen la digestibilidad de la pared celular de la planta para los animales. Los efectos de los metabolitos cuantitativos dependen de la dosis administrada; mientras mayor sea la proporción de estas sustancias en la dieta de los herbívoros, el herbívoro obtendrá menor nutrición con la ingesta de tejidos vegetales. Debido a que típicamente son moléculas grandes, estas defensas químicas son energéticamente costosas de producir y mantener, y a menudo toman más tiempo para sintetizarse y transportarse.
El geranio, por ejemplo, produce un compuesto químico único en sus pétalos para defenderse de los escarabajos japoneses. Después de unos 30 minutos de la ingesta, la sustancia química paraliza al herbívoro. Aunque el químico normalmente desaparece en pocas horas, durante este tiempo el escarabajo es consumido por sus propios depredadores.

#### Tipos de defensas químicas
Las plantas han desarrollado muchos metabolitos secundarios implicados en las defensas vegetales, que se conocen colectivamente como compuestos anti-herbivoría y se pueden clasificar en tres grupos: 1) los que contienen nitrógeno (incluyendo alcaloides, glucósidos cianogénicos, glucósido cardíacos, glucosinolatos y benzoxazinoides), 2) terpenoides y 3) fenólicos.
Los alcaloides se derivan de varios aminoácidos. Existen más de 3.000 alcaloides conocidos, los ejemplos incluyen la nicotina, cafeína, morfina, cocaína, colchicina, ergolina, estricnina y quinina. Los alcaloides tienen efectos farmacológicos en los humanos y otros animales. Algunos alcaloides pueden inhibir o activar enzimas, o alterar el almacenamiento de carbohidratos o grasas mediante la inhibición de la formación de enlaces fosfodiéster que intervienen en su catabolismo. Ciertos alcaloides se enlazan a los ácidos nucleicos y pueden inhibir la síntesis de proteínas y alterar los mecanismos de reparación del ADN. Los alcaloides también pueden afectar la membrana celular y la estructura del citoesqueleto causando que las células se debiliten, colapsen, o presenten fugas; además de que pueden afectar la transmisión nerviosa. Aunque los alcaloides actúan sobre una diversidad de sistemas metabólicos en humanos y otros animales, casi todos provocan un desagradable sabor amargo.
Los glucósidos cianogénicos se almacenan en formas inactivas dentro de las vacuolas vegetales. Se convierten en toxinas cuando los herbívoros ingieren la planta y se rompen las membranas celulares, permitiendo a los glucósidos entrar en contacto con enzimas en el citoplasma para promover la liberación de cianuro de hidrógeno que bloquea la respiración celular. Los glucosinolatos se activan de la misma manera que los glucósidos cianogénicos, y los productos pueden causar gastroenteritis, salivación, diarrea y la irritación de la boca. Los benzoxazinoides, metabolitos secundarios de defensa característicos de las gramíneas (Poaceae), también se almacenan como glucósidos inactivos en las vacuolas vegetales. Tras la perturbación del tejido entran en contacto con las β-glucosidasas de los cloroplastos, que liberan enzimáticamente agliconas tóxicas. Mientras que algunos benzoxazinoides están constitutivamente presentes, otros solo se sintetizan después de una infestación por herbívoros, y por lo tanto se consideran defensas vegetales inducibles contra la herbivoría.
Los terpenoides, a veces llamados isoprenoides, son químicos orgánicos similares a los terpenos derivados de unidades de isopreno. Hay más de 10 000 tipos conocidos de terpenoides. La mayoría son estructuras policíclicas que difieren uno de otro por sus grupos funcionales y por sus esqueletos básicos de carbono. Los monoterpenoides, 2 unidades de isopreno continuas, son aceites esenciales volátiles, como la citronela, el limoneno, el mentol, el alcanfor y el pineno. Los diterpenoides, 4 unidades de isopreno, están ampliamente distribuidos en el látex y las resinas, y pueden ser muy tóxicos. Los diterpenos son los compuestos responsables de que las hojas de rododendro sean venenosas. Esteroides y esteroles vegetales también se producen a partir de precursores terpenoides, incluyendo a la vitamina D y glucósidos como la digitalis) y las saponinas (que lisan los glóbulos rojos de los herbívoros).
Los compuestos fenólicos, más comúnmente llamados fenoles, consisten en un anillo aromático de 6 átomos de carbono enlazado a un grupo hidroxilo. Algunos fenoles tienen propiedades antisépticas, mientras que otros alteran la actividad endocrina. Los fenoles van desde los simples taninos hasta los flavonoides más complejos que le dan a las plantas sus pigmentos rojos, azules, amarillos y blancos. Los fenoles complejos llamados polifenoles son capaces de producir diferentes efectos en los seres humanos, incluyendo propiedades antioxidantes. Algunos ejemplos de compuestos fenólicos utilizados como defensas vegetales son: la lignina, la silibinina y los cannabinoides. Los taninos condensados, polímeros compuestos de 2 a 50 (o más) moléculas flavonoides, inhiben la digestión de los herbívoros enlazándose a las proteínas vegetales consumidas y haciéndolas más difícil de digerir; además, interfieren con la absorción de proteínas y con las enzimas digestivas. La sílica y las ligninas, que son completamente indigeribles para los animales, muelen las mandíbulas de los insectos (apéndices necesarios para la alimentación).
Además de los tres grupos más grandes de sustancias mencionadas anteriormente, también se usan como defensas derivados de ácidos grasos, aminoácidos e incluso péptidos. La toxina colinérgica, la cicutoxina de la cicuta, es un poliacetileno derivado del metabolismo de los ácidos grasos. El ácido β-N-Oxalil-L-α,β-diaminopropiónico como un aminoácido simple es utilizado por el guisante de olor y conlleva a la intoxicación en seres humanos. La síntesis de fluoroacetato en varias plantas es un ejemplo de la utilización de pequeñas moléculas para alterar el metabolismo de los herbívoros, en este caso el ciclo del ácido cítrico.
Las especies tropicales de Sargassum y Turbinaria que a menudo son consumidas por peces y equinoideos herbívoros, tienen un nivel relativamente bajo de compuestos fenólicos y taninos.

### Defensas mecánicas

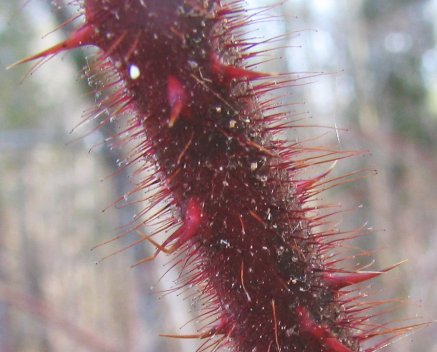
Las espinas en el tallo de esta planta de frambuesa, sirven como defensa mecánica contra la herbivoría.

Las plantas poseen muchas estructuras de defensa externas que desalientan la herbivoría. Dependiendo de las características físicas del herbívoro (es decir, el tamaño y su armadura defensiva), las defensas estructurales de la planta en sus tallos y hojas pueden disuadir, herir o matar al depredador. Algunos compuestos defensivos son producidos internamente pero son liberados en la superficie de la planta; por ejemplo, resinas, ligninas, sílica, y cera cubren la epidermis de las plantas terrestres y alteran la textura de la tejido vegetal. Las hojas de plantas de acebo, por ejemplo, son muy suaves y resbaladizas como para alimentarse de ellas fácilmente. Algunas plantas producen gomosis o savia que atrapa insectos.
Las hojas y tallo de una planta pueden estar cubiertos por afiladas espinas, protuberancias, o tricomas – pelos sobra la hoja a menudo con púas – que a veces contienen irritantes o venenos. Las características estructurales de la planta como las espinas y púas reducen su depredación por grandes herbívoros ungulados (por ejemplo kudúes, impalas o cabras) mediante la restricción de su tasa alimentaria, o desgastando sus molares. Los rafidios son afiladas agujas de oxalato de calcio o carbonato de calcio en los tejidos vegetales, lo que produce dolor en su ingesta y dañan la boca y garganta del herbívoro, causando una administración más eficiente de las toxinas vegetales. La estructura de una planta, su ramificación y su disposición foliar pueden haber evolucionado para reducir el impacto de la herbivoría. Los arbustos de Nueva Zelanda han desarrollado adaptaciones para una amplia ramificación que se consideran una respuesta a las aves como el moa. Del mismo modo, las acacias africanas tienen espinas largas abajo de la copa, pero espinas muy cortas en lo alto de la copa para mantenerse relativamente a salvo de herbívoros como las jirafas.

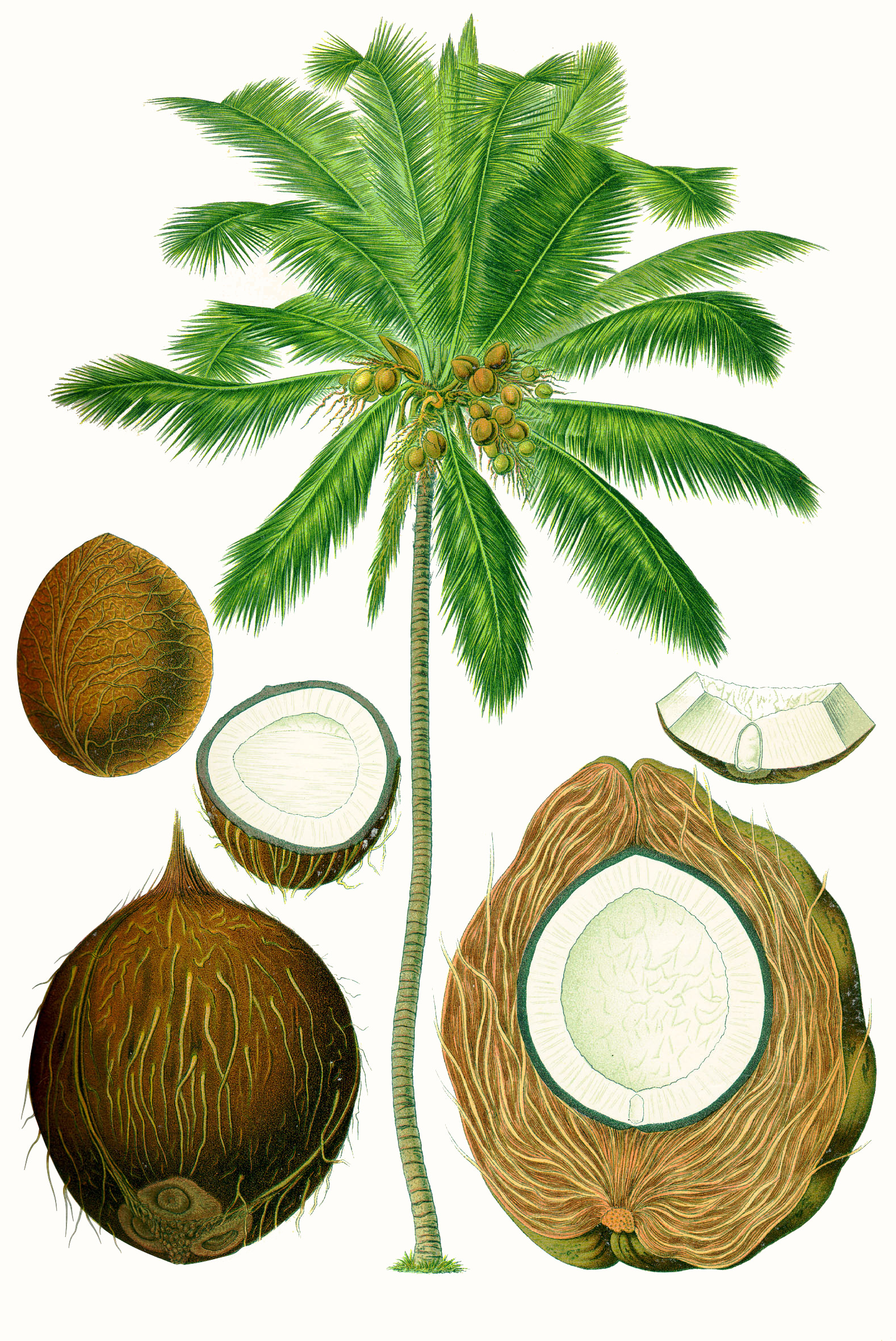
El cocotero protege su fruto rodeándolo de múltiples capas de armadura.

Árboles como el cocotero y otras palmeras pueden proteger su fruto con múltiples capas de armadura, por lo que se necesitan herramientas eficaces para llegar a los contenidos de semillas, y habilidades especiales para subir el tronco alto y relativamente suave.

#### Haptonastia
Los movimientos haptonásticos, aquellos que se producen en respuesta al tacto, se utilizan como defensa en algunas plantas. Las hojas de la planta sensible, Mimosa pudica, se cierran para arriba rápidamente en respuesta al contacto directo, vibración, o incluso estímulos eléctricos y térmicos. La causa próxima de esta respuesta mecánica es un cambio brusco en la presión de turgencia en los pulvinos en la base de las hojas como resultado de fenómenos osmóticos. Posteriormente se extiende por vía eléctrica y química través de la planta; basta con que se perturbe únicamente una sola hoja.
Esta respuesta reduce el área superficial disponible para los herbívoros, que observan la parte inferior de cada hoja, dando como resultado una apariencia marchita. También puede desalojar físicamente pequeños herbívoros, como los insectos.

### Mimetismo y camuflaje
Algunas plantas mimetizan la presencia de huevos de insectos en sus hojas, disuadiendo a otras especies de insectos de poner sus huevos allí. Debido a que las mariposas hembras tienen menos probabilidades de poner sus huevos en las plantas que ya tienen huevos, algunas especies de enredaderas neotropicales del género Passiflora (flores de la pasión) contienen estructuras físicas se asemejan a los huevos amarillos de mariposas Heliconius en sus hojas, desalentando la oviposición por las mariposas.

### Defensas indirectas

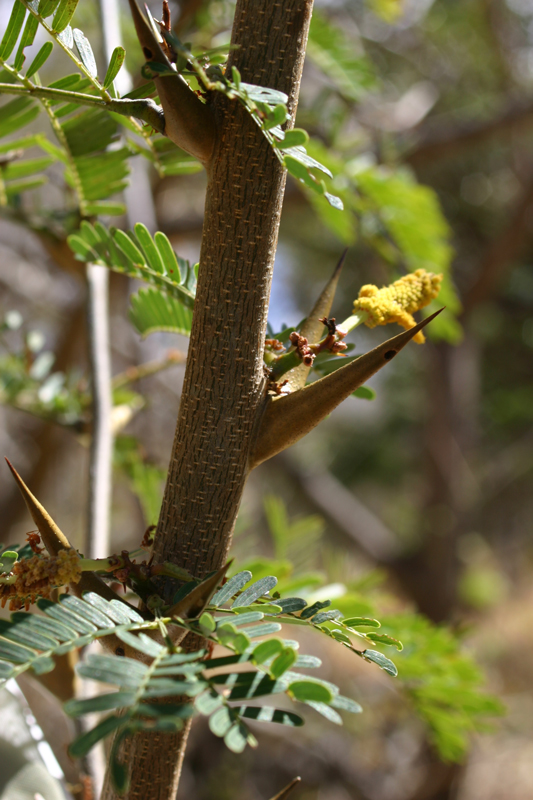
Las grandes estípulas espinosas de Acacia collinsii son huecas y constituyen un refugio para las hormigas, que a su vez protegen a la planta contra los herbívoros.

Otra categoría de defensas vegetales incluye aquellas características que protegen indirectamente la planta mediante el aumento de la probabilidad de atraer a los enemigos naturales de los herbívoros. Tal disposición se conoce como mutualismo, en este caso del tipo "enemigo de mi enemigo". Una de estas características es la emisión vegetal de semioquímicos. Los semioquímicos son un grupo de compuestos orgánicos volátiles implicados en las interacciones entre los organismos. Un grupo de semioquímicos comprende a los aleloquímicos, que consisten en alomonas que desempeñan un papel defensivo en la comunicación entre especies; y cairomonas, que son utilizadas por miembros de niveles tróficos superiores para localizar sus fuentes de alimentos. Cuando se ataca una planta, libera aleloquímicos que contienen una proporción anormal de compuestos volátiles. Los depredadores detectan estos compuestos volátiles como señales de alimento, siendo atraídos a la planta dañada a los herbívoros que se están alimentado de ella. La posterior reducción en el número de herbívoros confiere una aptitud benéfica para la planta y demuestra las capacidades defensivas indirectas de los semioquímicos. Los compuestos volátiles inducidos también tienen inconvenientes, sin embargo; algunos estudios han sugerido que estos compuestos volátiles también atraen a los herbívoros.
Las plantas también proporcionan vivienda y alimento para los enemigos naturales de los herbívoros, conocidos como mecanismos "bióticos" de defensa, como un medio para mantener su presencia. Por ejemplo, los árboles del género Macaranga han adaptado sus delgadas paredes del tallo para crear una vivienda ideal para una especie de hormigas (género Crematogaster) que, a su vez, protege la planta de los herbívoros. Además de proporcionar vivienda, la planta también le proporciona a las hormigas su fuente de alimento exclusiva a partir de los cuerpos alimentarios producidos por la planta. Del mismo modo, algunas especies de Acacia han desarrollado gruesas espinas en la base, formando una estructura hueca que actúa como vivienda. Estos árboles de Acacia también producen néctar en nectarios extraflorales en sus hojas como alimento para las hormigas.
El uso de hongos endófitos en la defensa vegetal es un fenómeno muy común. La mayoría de las plantas tienen organismos microbianos endófitos viviendo dentro de ellas. Mientras que algunos causan enfermedades, otros protegen las plantas de los herbívoros y microbios patógenos. Los organismos endófitos pueden ayudar a la planta mediante la producción de toxinas perjudiciales para otros organismos que atacan la planta, tales como los hongos productores de alcaloides, comunes en gramíneas como Lolium arundinaceum.

### Pérdida de hojas y color
Ha habido sugerencias de que la caída de hojas puede ser una respuesta que proporciona protección contra enfermedades y ciertos tipos de plagas como minadores e insectos formadores de agallas. También se ha sugerido que otras respuestas tales como el cambio de color de la hojas antes de caer fungen como adaptaciones que pueden ayudar a disminuir el camuflaje de los herbívoros. También se ha sugerido que el color de las hojas durante el otoño actúa como una señal honesta de aviso de compromiso defensivo hacia las plagas de insectos que migran a los árboles en otoño.

## Costos y beneficios
Las estructuras defensivas y productos químicos son costosos, ya que requieren recursos que podrían ser utilizados por las plantas para maximizar su crecimiento y reproducción. Se han propuesto muchos modelos para explorar cómo y por qué algunas plantas hacen esta inversión energética en defensas contra la herbivoría.

### Hipótesis de la defensa óptima
La hipótesis de la defensa óptima intenta explicar cómo los distintos tipos de defensas vegetales podrían reflejar las amenazas a las que se enfrenta cada planta individual. Este modelo considera tres factores principales: el riesgo de ataque, el valor de la parte vegetal, y el costo del mecanismo de defensa.
El primer factor determinante de la defensa óptima es el riesgo: ¿qué probabilidades hay de que una planta o ciertas partes de la planta sean atacados? Esto también está relacionado con el hipótesis de la apariencia vegetal, que establece que una planta invertirá fuertemente en mecanismos de defensa eficaces cuando es fácilmente localizada por herbívoros. Ejemplos de plantas aparentes que producen protecciones generalizadas incluyen árboles de larga vida, arbustos y hierbas perennes. Por otro lado, las plantas no aparentes como las plantas de vida corta en etapas sucesionales tempranas, invierten preferentemente en pequeñas cantidades de toxinas cualitativas eficaces contra todos los herbívoros (excepto contra los más especializados).
El segundo factor es el valor de la protección: ¿disminuiría la capacidad de supervivencia y reproductiva de la planta después de la eliminación de alguna estructura por un herbívoro? No todas las partes de la planta tienen el mismo valor evolutivo, las estructuras más valiosas contienen más defensas. La etapa de desarrollo de la planta en el momento de la alimentación también afecta el cambio resultante en la aptitud. Experimentalmente, el valor de la aptitud de una estructura vegetal se determina mediante la eliminación de dicha estructura y la observación del efecto. En general, las estructuras reproductivas no son reemplazadas con tanta facilidad como las partes vegetativas; las hojas terminales tienen mayor valor que las basales, y la pérdida de estructuras vegetales a mitad de temporada tiene un mayor efecto negativo en la aptitud que su pérdida al principio o al final de la temporada. Las semillas en particular tienden a ser muy bien protegidas. Por ejemplo, las semillas de muchas frutas y nueces comestibles contienen glucósidos cianogénicos como la amigdalina. Esto resulta de la necesidad de equilibrar el esfuerzo necesario para hacer que la fruta sea atractiva para los animales dispersores garantizando al mismo tiempo que estos no destruyan las semillas.
La última consideración es el costo: ¿cuánto le costará a una planta llevar a cabo una estrategia defensiva particular en términos de energía y materiales? Esto es particularmente importante, ya que la energía que se gasta en mecanismos de defensa no puede ser utilizada para otras funciones tales como la reproducción o el crecimiento. La hipótesis de la defensa óptima predice que las plantas destinarán más energía a las defensas cuando los beneficios de la protección sean mayores que sus costos, especialmente en situaciones donde hay alta presión de herbívoros.

### Carbono: hipótesis del balance de nutrientes
La hipótesis del balance carbono: nutrientes, también conocida como la hipótesis de restricción ambiental o  Modelo del Balance Carbono-Nutrientes (MBCN), establece que los distintos tipos de defensas vegetales son respuestas a las variaciones en los niveles de nutrientes en el medio ambiente. Esta hipótesis predice que la relación carbono/nitrógeno en las plantas determina qué metabolitos secundarios se sintetizarán. Por ejemplo, las plantas que crecen en suelos pobres en nitrógeno utilizarán defensas basadas en el carbono (la mayoría reductores de digestibilidad), mientras que las que crecen en ambientes con baja concentración de carbono (como condiciones de sombra) tienen mayor probabilidad de producir toxinas a base de nitrógeno. La hipótesis predice además que las plantas pueden cambiar sus defensas en respuesta a los cambios en la disponibilidad de nutrientes. Por ejemplo, si se cultivan plantas en condiciones de poco nitrógeno, entonces implementarán una estrategia defensiva que incluya mecanismos constitutivos basados en el carbono. Si los niveles de nutrientes aumentan posteriormente, por ejemplo, por la adición de fertilizantes, las defensas basadas en el carbono disminuirán.

### Hipótesis de la tasa de crecimiento
La hipótesis de la tasa de crecimiento, también conocida como la hipótesis de la disponibilidad de recursos, establece que las estrategias defensivas están determinadas por la tasa de crecimiento inherente a la planta, que a su vez está determinada por los recursos disponibles para la planta. Una consideración importante es que los recursos disponibles son el factor limitante en la determinación de la máxima tasa de crecimiento de una especie vegetal. Este modelo predice que el nivel de inversión de recursos en mecanismos defensivos aumentará a medida que el potencial de crecimiento disminuye. Además, las plantas en zonas de escasos recursos, con tasas de crecimiento inherentemente lentas, suelen tener hojas y ramas de larga vida, la pérdida de apéndices vegetales puede resultar en una pérdida de los escasos y valiosos nutrientes.
Una prueba reciente de este modelo implicaba trasplantes recíprocos de plántulas de 20 especies de árboles entre suelos arcillosos (ricos en nutrientes) y arena blanca (pobre en nutrientes) para determinar si las compensaciones entre la tasa de crecimiento y defensas restringían la especie a un cierto hábitat. Cuando las plántulas se colocaron en la arena blanca, protegidas de los herbívoros, las plántulas procedentes del suelo arcilloso tuvieron mejor desempeño que las procedentes de la arena pobre en nutrientes; pero en presencia de herbívoros, las plántulas procedentes de la arena blanca se desempeñaron mejor, probablemente debido a sus niveles más altos de defensas constitutivas basadas en carbono. Estos hallazgos sugieren que las estrategias defensivas limitan el hábitat de algunas plantas.

### Hipótesis del balance crecimiento-diferenciación
La hipótesis del balance crecimiento-diferenciación establece que las defensas vegetales son el resultado de una compensación entre "procesos relacionados con el crecimiento" y "procesos relacionados con la diferenciación" en diferentes entornos. Los procesos relacionados con la diferenciación se definen como "los procesos que mejoran la estructura o función de las células existentes (es decir, la maduración y especialización)". Una planta producirá defensas químicas solo cuando haya energía disponible provista por la fotosíntesis, las plantas con las mayores concentraciones de metabolitos secundarios son las que tienen un nivel intermedio de recursos disponibles. La HBCD también da cuenta de las compensaciones entre el crecimiento y la defensa en un gradiente de disponibilidad de recursos. En situaciones en las que los recursos (por ejemplo, agua y nutrientes) limitan la fotosíntesis, se prevé que el bajo suministro de carbono limite el crecimiento y los mecanismos de defensa. Cuando la disponibilidad de recursos aumenta, se cumplen los requisitos necesarios para llevar a cabo la fotosíntesis, lo que permite la acumulación de carbohidratos en los tejidos. Dado que los recursos no son suficientes para satisfacer las grandes demandas de crecimiento, estos compuestos de carbono en vez se pueden dividir en la síntesis de metabolitos de carbono basados secundarios (fenoles, taninos, etc.). En entornos en los que se cumplan las demandas de recursos para el crecimiento, el carbono se transporta a los meristemos de división rápida (de alta resistencia) a expensas del metabolismo secundario. De esta manera, se prevé que las plantas de crecimiento rápido contengan niveles más bajos de metabolitos secundarios y viceversa. Además, la compensación prevista por la HBCD puede cambiar con el tiempo, como lo demuestra un reciente estudio en especies de Salix. En la literatura existe un apoyo generalizado para esta hipótesis, y algunos científicos consideran a la HBCD como la más madura de las hipótesis acerca de las defensas vegetales.

## Importancia para el ser humano

### Agricultura
La variación de la susceptibilidad vegetal a las plagas era probablemente conocida incluso desde las primeras etapas del desarrollo de la agricultura. En tiempos históricos, la observación de estas variaciones en la susceptibilidad proporcionó soluciones para importantes problemas socioeconómicos. La filoxera fue introducida desde Norteamérica a Francia en 1860 y en 25 años destruyó casi un tercio (100.000 km²) de viñedos franceses. Charles Valentine Riley señaló que la especie americana Vitis labrusca era resistente a la filoxera. Riley, junto con J.E. Planchon, ayudó a salvar la industria del vino francés sugiriendo hacer injertos de las uvas de alta calidad (pero susceptibles) sobre raíces de Vitis labrusca. El estudio formal de la resistencia vegetal a la herbivoría fue desarrollado ampliamente en primera instancia por Reginald (R.H.) Painter en 1951, ampliamente considerado como el fundador de esta área de investigación, en su libro Resistencia vegetal a los insectos. Si bien este trabajo propició la investigación adicional en los EE. UU., el trabajo de Chesnokov fungió como la base de la investigación en la URSS.
La hierba fresca a veces tiene altos contenidos de ácido prúsico y puede causar envenenamiento del ganado de pastoreo. La producción de químicos cianógenos en las gramíneas es ante todo una defensa contra los herbívoros.
La innovación humana de la cocina puede haber sido particularmente útil en la superación de muchos de los químicos defensivos de las plantas. Muchos inhibidores enzimáticos en cereales y legumbres, tales como los inhibidores de tripsina, se desnaturalizan por cocción, lo que hace a las plantas digeribles.
Se ha conocido desde finales del siglo xvii que las plantas contienen productos químicos nocivos que evitan los insectos. El hombre utilizó estas sustancias químicas como los primeros insecticidas; en 1690 se extrajo la nicotina del tabaco y se utilizó como un insecticida de contacto. En 1773, las plantas infestadas por insectos fueron tratados con fumigación con nicotina calentando el tabaco y difundiendo el humo sobre las plantas. Las flores de las especies de Chrysanthemum contienen piretrina, un potente insecticida. En años posteriores, las aplicaciones de la resistencia vegetal se convirtieron en una importante área de investigación para la agricultura y la mejora vegetal, sobre todo porque sirven como una alternativa segura y de bajo costo contra el uso de plaguicidas. La importancia de las sustancias secundarias en las defensas vegetales fue descrita a finales de 1950 por Vincent Dethier y G.S. Fraenkel. El uso de plaguicidas botánicos ahora está generalizado y algunos ejemplos notables incluyen la azadiractina del nim (Azadirachta indica), el D-limoneno de varias especies de Citrus, la rotenona del Derris, la capsaicina del chile y del piretro.
Los materiales naturales que se encuentran en el medio ambiente también inducen resistencia vegetal. El quitosano derivado de la quitina induce respuestas defensivas naturales de la planta contra patógenos, enfermedades e insectos, incluyendo a los nematodos císticos; ambos están aprobados por la EPA como biopesticidas para reducir la dependencia de los plaguicidas tóxicos.
La cría selectiva de plantas de cultivo a menudo implica la selección en contra de las estrategias de resistencia intrínseca a la planta. Esto hace que las variedades de plantas de cultivos sean particularmente susceptibles a las plagas a diferencia de sus parientes silvestres. Cuando se hace mejoramiento de la resistencia de la planta hospedera, son a menudo los parientes silvestres quienes proporcionan la fuente de genes de resistencia. Estos genes se incorporan utilizando enfoques convencionales para el mejoramiento vegetal, pero también se han mejorado con técnicas recombinantes, que permiten la introducción de genes de organismos no relacionados. El más famoso enfoque transgénico es la introducción de genes de la bacteria Bacillus thuringiensis a las plantas. La bacteria produce proteínas que, cuando ingeridas, matan a las orugas de lepidópteros. Cuando se introduce el gen que codifica para estas proteínas altamente tóxicas se introduce al genoma de la planta hospedera, le confiere resistencia contra las orugas, dado que las mismas proteínas tóxicas se producen dentro de la planta. Sin embargo, este enfoque es controversial debido a la posibilidad de efectos secundarios en la ecología y en la toxicología vegetal.

### Farmacéutica

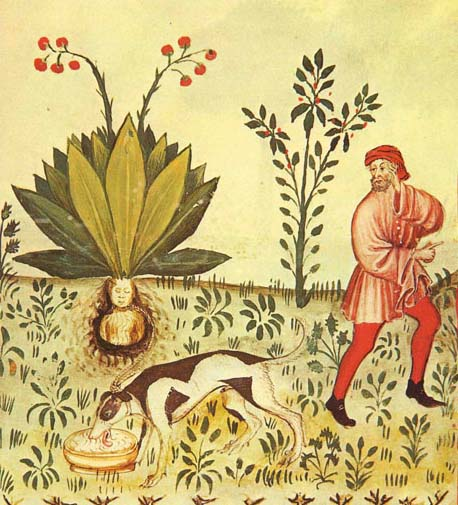
Ilustración del manuscrito del siglo Tacuinum Sanitatis que detalla las propiedades benéficas y perjudiciales de las mandrágoras.

Muchos productos farmacéuticos disponibles actualmente se derivan de metabolitos secundarios que las plantas utilizan para protegerse de los herbívoros, incluyendo el opio, la aspirina, la cocaína y la atropina. Estos productos químicos se han desarrollado para alterar la bioquímica de los insectos de forma muy específica. Sin embargo, muchas de estas vías bioquímicas se conservan en los vertebrados, incluyendo a los seres humanos, por lo que estas sustancias alteran la bioquímica humana de manera similar a la de los insectos. De manera que se ha sugerido que el estudio de las interacciones planta-insecto puede rendir información para la biopiratería.
Hay evidencia del uso humano de alcaloides vegetales en preparaciones medicinales desde el 3000 a. C. Aunque los componentes activos de la mayoría de las plantas medicinales han sido aislados en años recientes (comenzando a principios del siglo xix), estas sustancias han sido utilizadas como medicamentos a lo largo de la historia de la humanidad en pociones, medicinas, infusiones y como venenos. Por ejemplo, para luchar contra la herbivoría de las larvas de algunas especies de lepidópteros, algunos árboles de Cinchona producen una variedad de alcaloides, el más conocido de los cuales es la quinina. La quinina es extremadamente amarga, hace que la corteza del árbol tenga un sabor desagradable, también es un agente antipirético conocido como corteza de quina que es especialmente útil en el tratamiento de la malaria.
A lo largo de la historia, las mandrágoras (Mandragora officinarum) han sido muy buscada por sus reputadas propiedades afrodisíacas. Sin embargo, las raíces de la planta de la mandrágora también contienen grandes cantidades de escopolamina, un alcaloide que en dosis altas actúa como un depresor del sistema nervioso central, y hace a la planta altamente tóxica para los herbívoros. Se ha encontrado que la escopolamina puede ser utilizada con fines medicinales para el tratamiento del dolor antes y durante el parto; y en dosis más pequeñas se utiliza para prevenir la cinetosis. Uno de los terpenos más conocidos y valiosos como agente medicinal es un medicamento antineoplásico, el taxol, que fue aislado de la corteza de la Taxus brevifolia a principios de la década de 1960.

### Control biológico de plagas
La asociación de cultivos repelentes, el montaje de setos defensivos y el intercalado "obstructivo-repelente" utilizando especies de plantas hospederas resistentes como "agentes de control biológico" beneficiosos son algunas de las técnicas utilizadas en programas de control biológico para: horticultura orgánica, jardinería de vida silvestre, jardinería sustentable y paisajismo sostenible; para la agricultura ecológica y la agricultura sostenible; y como métodos en proyectos de restauración ecológica de hábitats.